# Pajares de Adaja
Pajares de Adaja è un comune spagnolo di 191 abitanti situato nella comunità autonoma di Castiglia e León.